# Dasylirion acrotrichum
Dasylirion acrotrichum är en sparrisväxtart som först beskrevs av Christian Julius Wilhelm Schiede, och fick sitt nu gällande namn av Joseph Gerhard Zuccarini. Dasylirion acrotrichum ingår i släktet Dasylirion, och familjen sparrisväxter. Inga underarter finns listade i Catalogue of Life.

## Bildgalleri

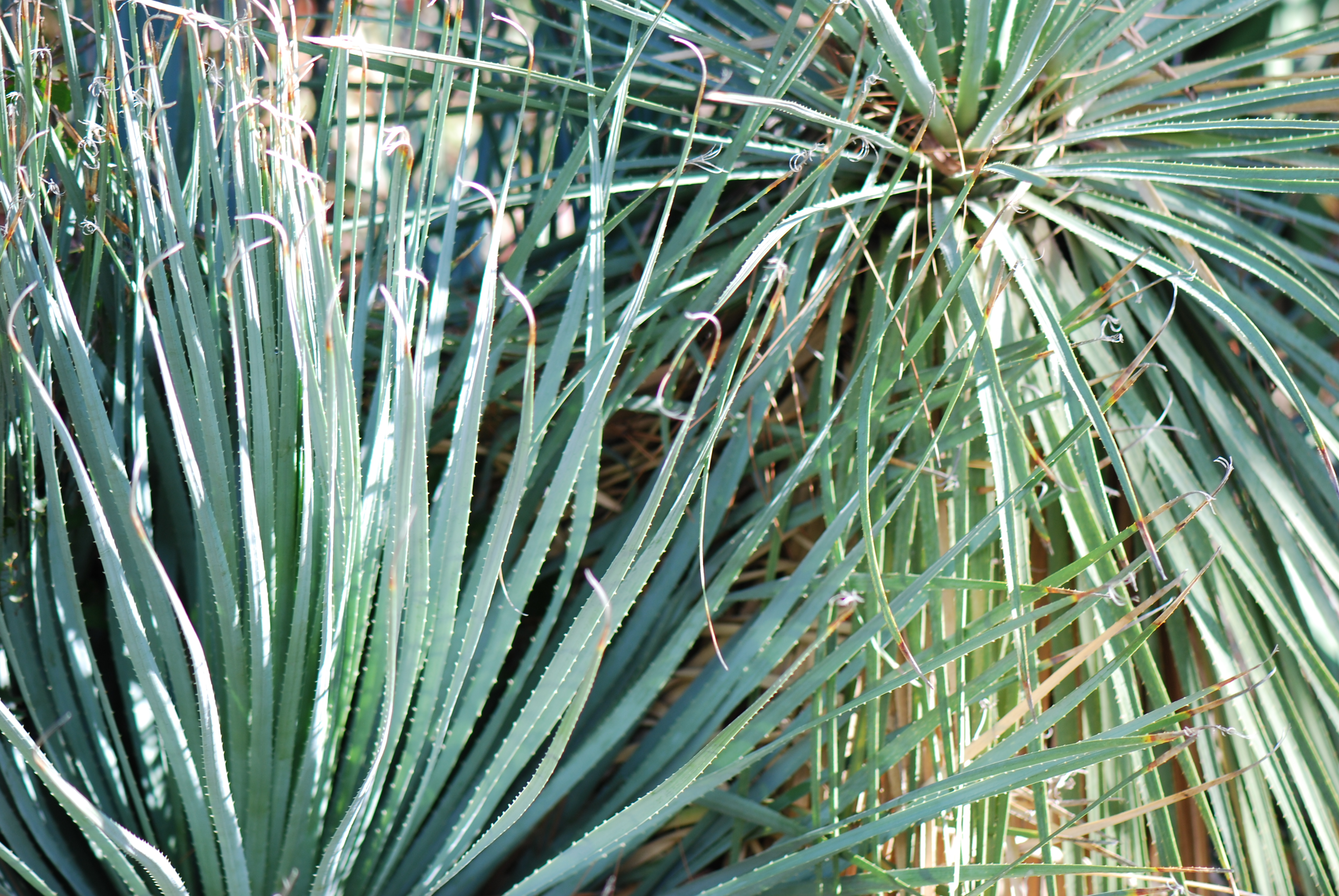
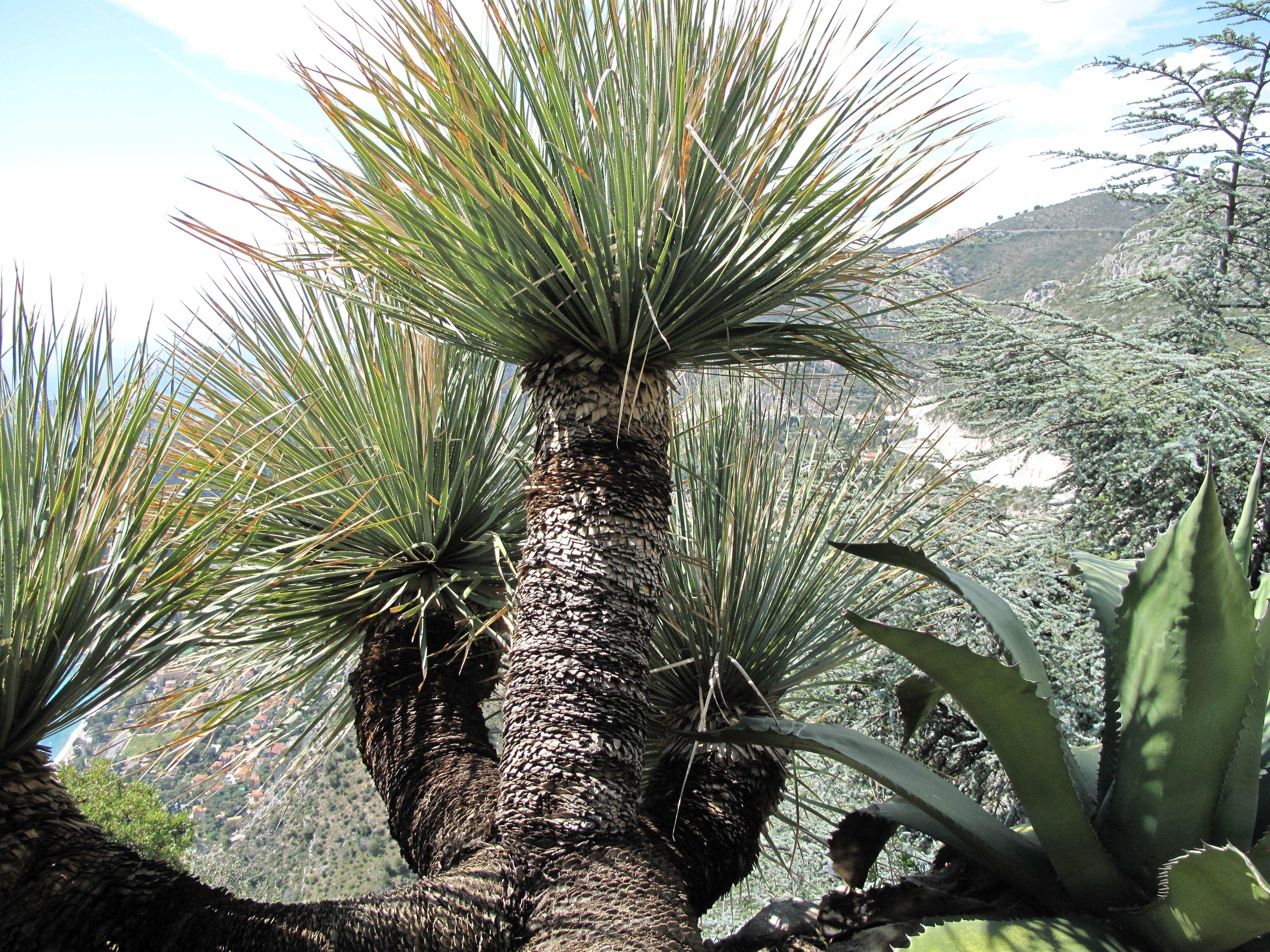
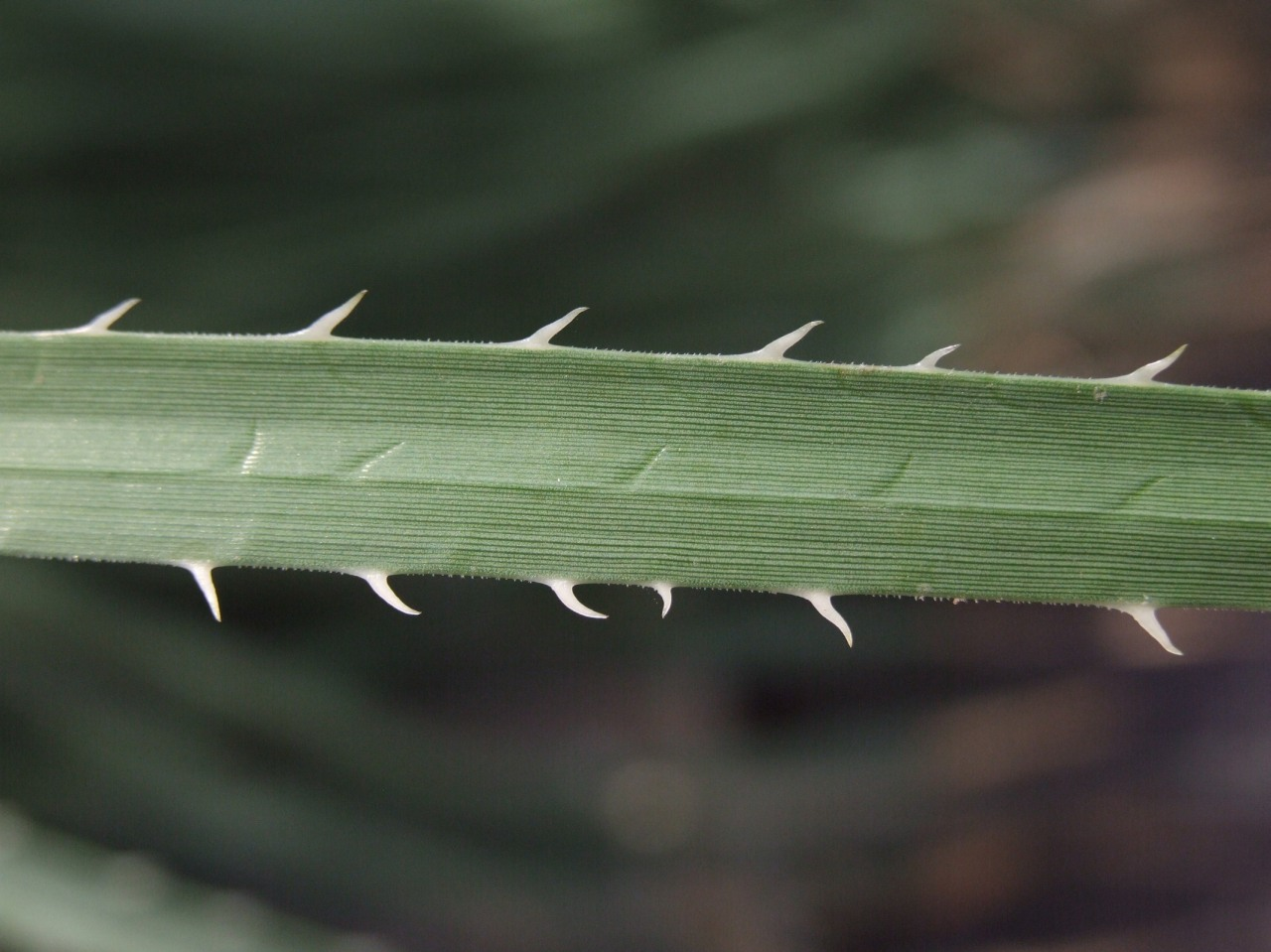
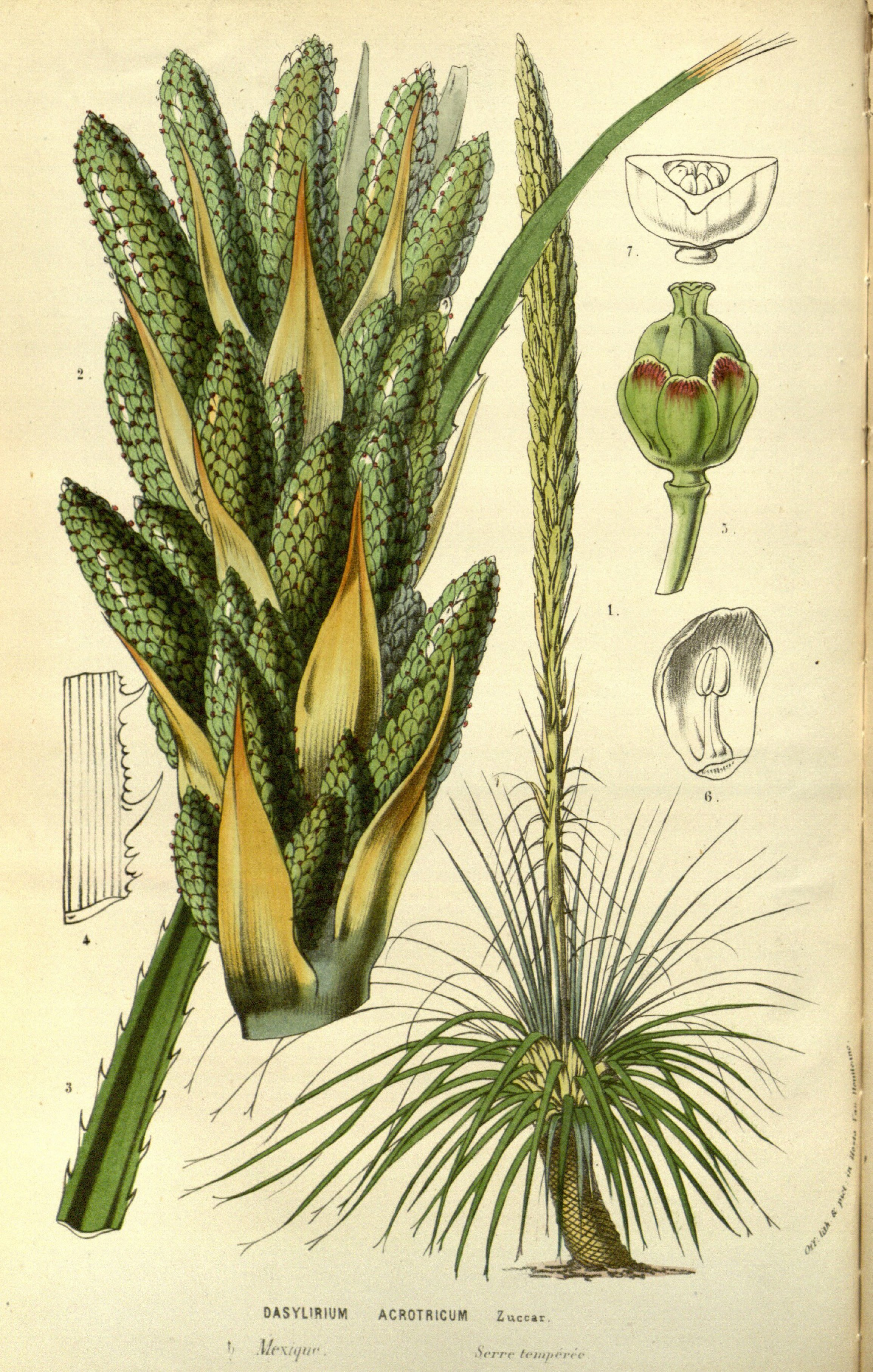
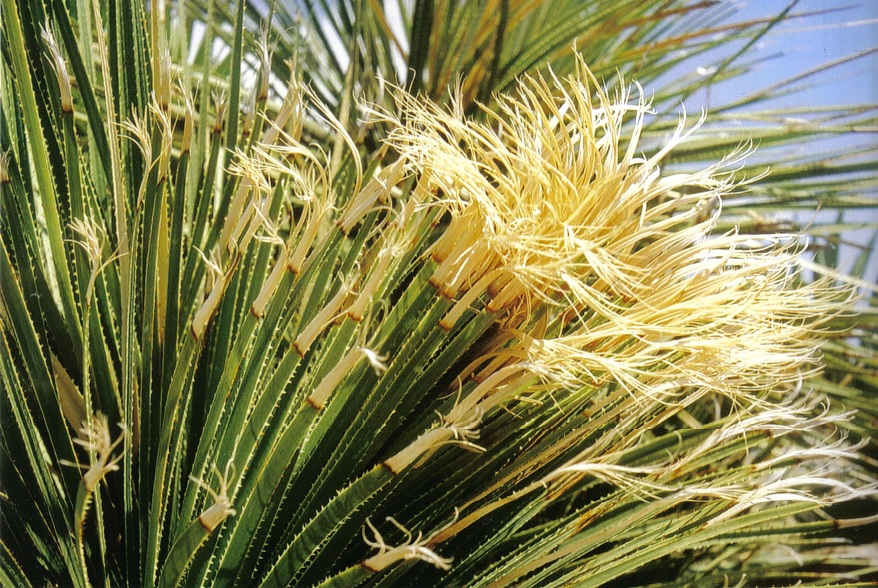
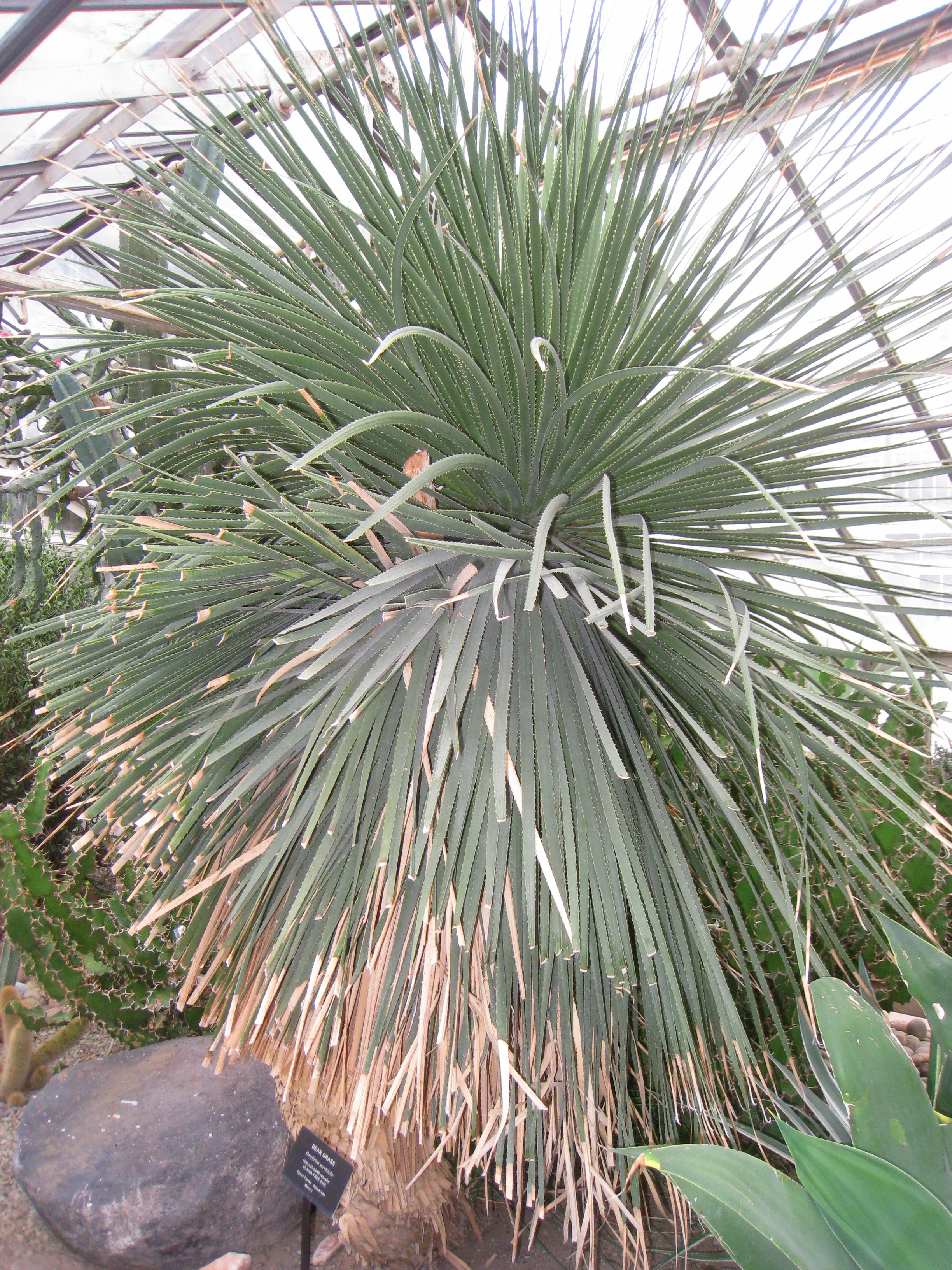